# Syncathartis
Syncathartis é um gênero de mariposa pertencente à família Acrolepiidae.